# Пол Побережний
Пол Говард Побережний був американським авіатором, авіаконструктором та ентузіастом і промоутером аматорського літакобудування. Він заснував Асоціацію експериментальних літальних засобів (англ. Experimental Aircraft Association — EAA), штаб-квартира якої розташована у місті Ошкош, що у штаті Вісконсин.
Пола Побережного вважають першим серед особистостей, які сформували основні та загальні засади аматорського авіабудування. Завдяки своїй роботі в «EAA» він отримав репутацію людини, що надихала мільйони людей долучатися до аматорської авіації.

## Біографія
Пол народився 14 вересня 1921 у сільській місцевості округу Лівенворт, що у Канзасі. З дитинства мріяв про польоти і вже у віці 15 років полетів на власноручно відремонтованому одномісному планері виробництва Waco Aircraft Company. Планер на ремонт отримав від свого шкільного вчителя історії, який керував планерним клубом «Крила» (англ. Wings), і який оплатив вартість усіх необхідних для ремонту витратних матеріалів.
Свій перший літак побудував у 1938, купивши комплект складових частин до літака виробництва компанії «Taylorcraft Aviation». Цей саморобний літак отримав назву «Маленький Пуп-Дек» (англ. Little Poop Deck) — від нікнейму Пола. Підготовку і практичні навички пілота отримав і вдосконалював у Льотному клубі Мілвокі. У віці 17 років Пол став співвласником легкого біплана виробництва компанії American Eagle Aircraft Corporation. 13 травня 1939 здійснив свій перший самостійний політ. У цьому ж році була і перша вимушена посадка після відказу двигуна.
Із своєю майбутньою дружиною Одрі познайомився ще у шкільному віці і це було кохання з першого погляду, яке Пол проніс через усе життя. Побралися 28 травня 1944. У шлюбі мали двох дітей. Син Том народився 3 жовтня 1946. Донька Бонні народилася 13 липня 1954.
Військова кар'єра розпочалася для Пола під час ІІ світової війни у званні «рядовий» на посаді пілота-інструктора планера. Загалом він прослужив 30 років у Повітряних силах США на різних посадах, починаючи від помічника пілота і, закінчуючи командирськими посадами. Брав участь у ІІ світовій та у Корейській війнах. В Кореї літав на C-47.
Після звільнення з військової служби повернувся до Одрі і Тома та у 1953-му заснував «Асоціацію експериментальних літальних засобів» (EAA).

## Асоціація експериментальних літальних засобів

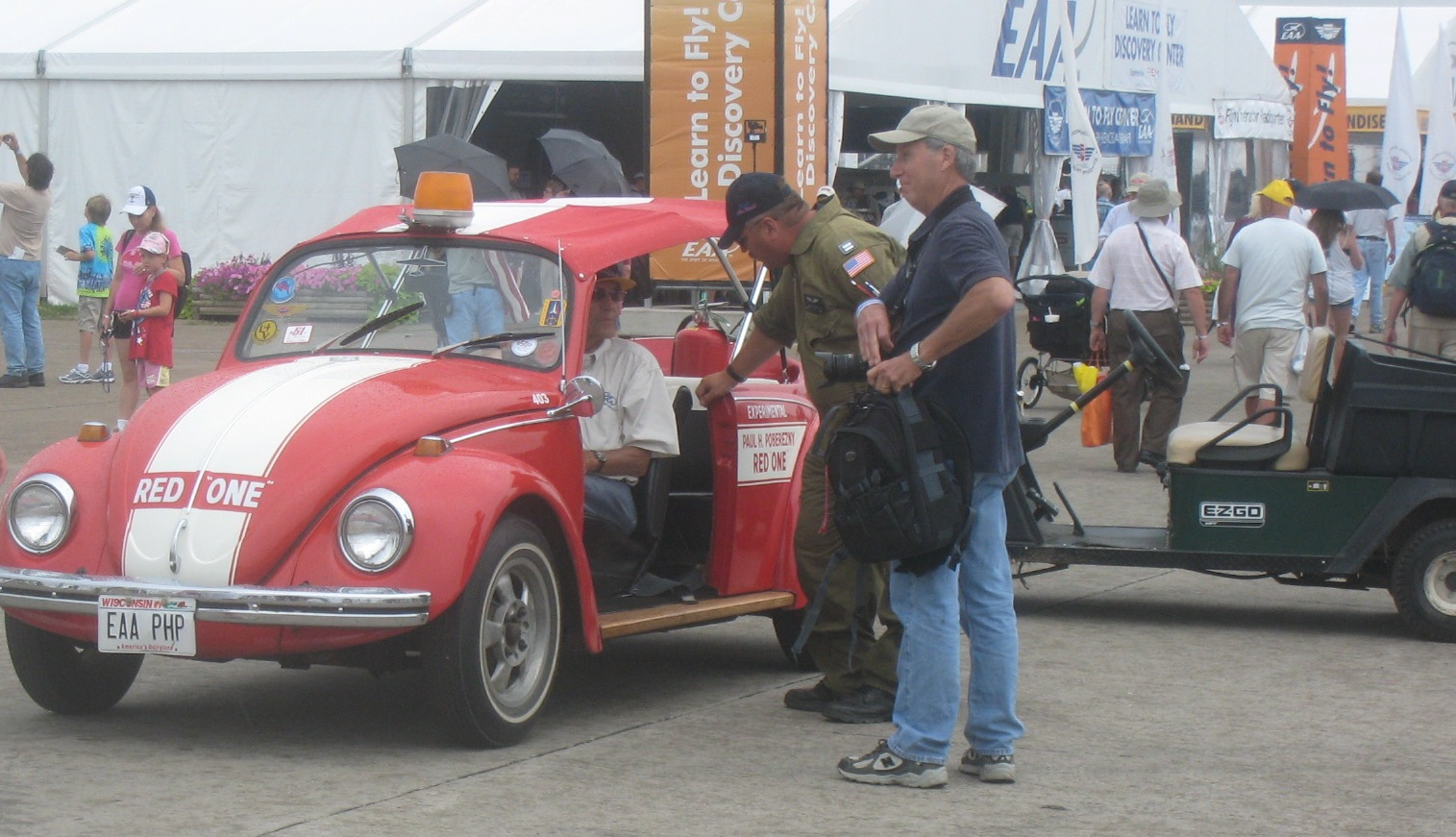
Пол за кермом «Red One» на Авіашоу у Ошкоші в 2010

Побережний заснував EAA в підвалі власного дому в селі Хейлс Корнерс (штат Вісконсин) у 1953-му. Перші збори членів асоціації відбулися 26 січня 1953. Спочатку це була організація переважно будівників саморобних літаків, але згодом, діяльність поступово поширювалася на практично усі аспекти авіації загального призначення на міжнародному рівні. У 2014 році організація мала близько 180 000 членів у більш, ніж 100 країнах світу.
EAA організовує і проводить щорічні літні авіашоу ентузіастів-авіаторів, відомі як «Авіашоу EAA у Ошкоші», у яких також беруть участь і авіавиробники зі світовими іменами, військово-повітряні сили США та NASA.
Перше шоу відбулося у 1953-му, і проходило на аеродромі аеропорту ім. Лоренса Тіммермана у Мілвокі. Із 1970-го і донині авіашоу проходять на аеродромі регіонального аеропорту округу Віннебаґо ім. Стіва Вітмена у Ошкоші.
На авіашоу в різні роки побували такі відомі літаки як «невидимка» Lockheed SR-71 Blackbird, «небесні вантажівки» Super Guppy та Airbus Beluga, фантастичний Вояджер, побудований Бертом Рутаном, «гроза комарів» і не тільки — Raptor, конвертоплан Bell Boeing V-22 Osprey та ін. Авіашоу EAA збирають до 500 000 глядачів і учасників, до 10 000 літаків, і є найбільшими аматорськими авіашоу у світі.
Поряд із регіональним аеропортом ім. Стіва Вітмена розташований музей Асоціації експериментальних літальних засобів (англ. Experimental Aircraft Association — EAA), який базується на двох майданчиках, що на північ та на схід від аеропорту. Колекція музею нараховує близько 150 експериментальних літальних апаратів, спроектованих, побудованих і випробуваних аматорами і фанатами авіації та фахівцями асоціації. Асоціація також має власний «піонерський аеродром», де проводяться випробування, тренування та навчання.

## Досягнення

### Досвід пілота

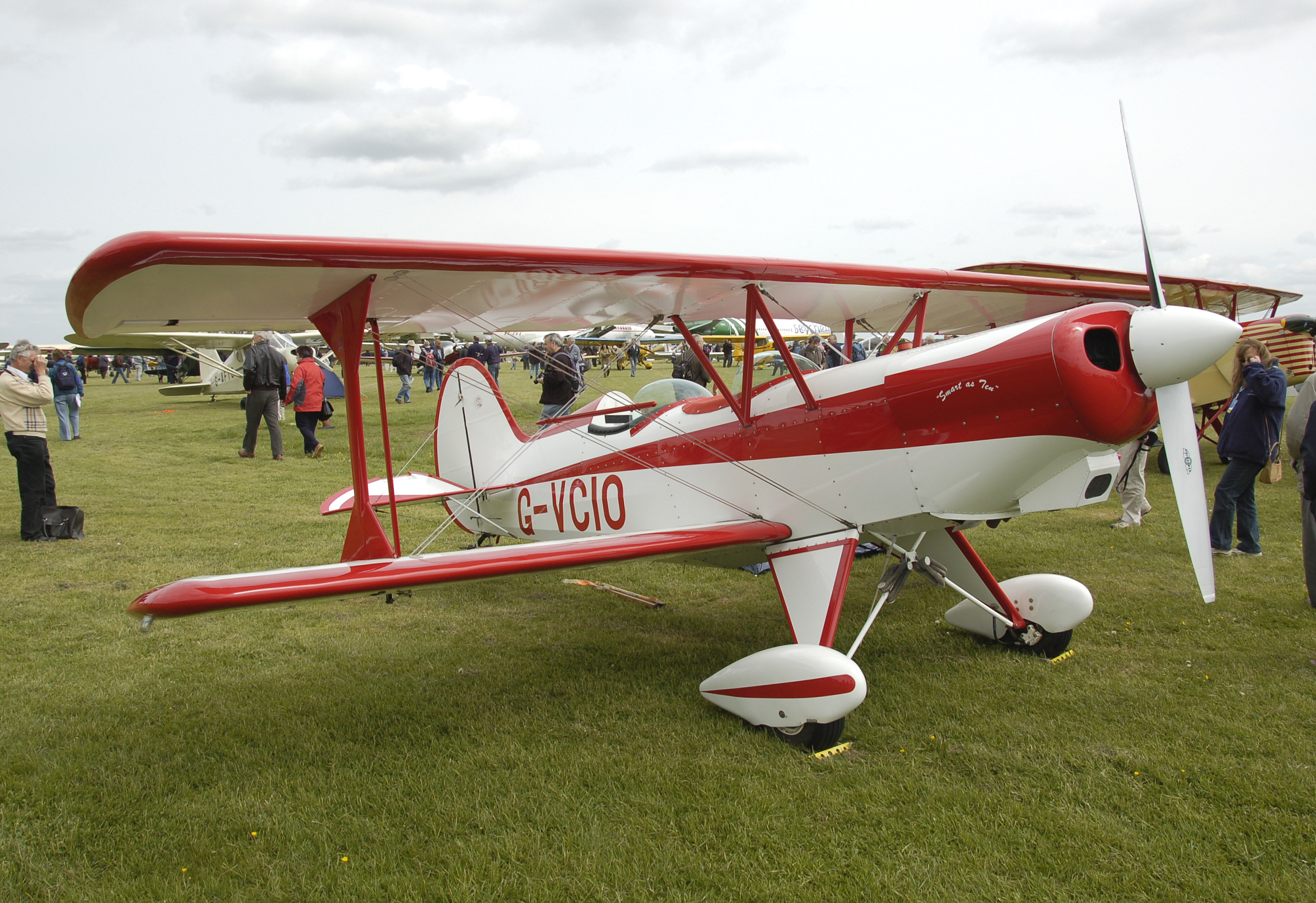
Саморобний біплан Acro Sport II, сконструйований Полом Побережним

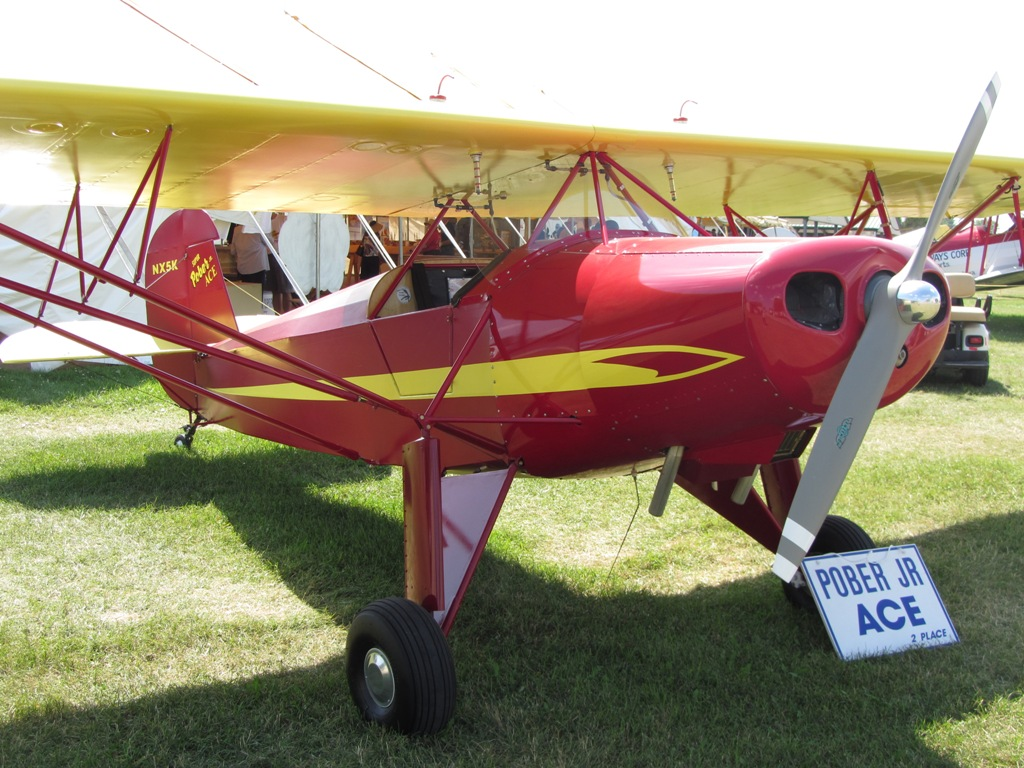
Pober Jr Ace

Протягом життя Побережний пілотував більше, ніж 500 типів повітряних суден, у тому числі, військові літаки, та більше, ніж 170 саморобних. Загалом налітав більше 30 000 годин.

### Досвід авіаконструктора та авіабудівника
За роки діяльності Пол модифікував, сконструював, побудував та випробував ряд повітряних суден. До найбільш знакових відносяться:
- «Little Poop Deck» (укр. "Маленький Пуп-Дек")
- Baby Ace
- Acro Sport II
- «Little Audrey» (укр. "Маленька Одрі")
- Poberezny P-5 Pober Sport
- Pober Jr Ace
- Pober Pixie

### Публікації
У 1995 Побережний написав серію статей для журналу Mechanix Illustrated, у яких детально описав, як придбати складові частини літаків, зібрати їх та побудувати літак у домашніх умовах. У статтях були розміщені фотографії, які наочно ілюстрували процес побудови Полом саморобного літака Baby Ace. Статті здобули популярність не тільки у США, а і по усьому світу.
1 січня 1996 року у видавництві «Red One Publishing, LLC» вийшла книга Бонні Побережної та її чоловіка Чака Парналла «Побережний: Історія розпочинається…», у якій описано життєвий шлях батька, починаючи від перших кроків у авіації, і включаючи заснування та становлення створеної ним асоціації ЕАА.

### Основні нагороди, відзнаки, премії
Діяльність Пола Побережного принесла йому світову славу і визнання як найбільш видатної особистості у галузі аматорського літакобудування. Його праця, здобутки і досягнення були відмічені багатьма нагородами, преміями та відзнаками. Із основними з них можна ознайомитися у його біографії, складеній ЕАА. Деякі із знакових премій та відзнак наведені нижче:
- Перша премія Білла Мітчела за досягнення в галузі авіації — 1956;
- Премія Національної асоціації пілотів «Пілот року» за видатний внесок в авіацію як Голови експериментальної асоціації повітряних суден — 1966;
- Премія Асоціації повітряних сил Вісконсина (англ. "Wisconsin Air Force Association") — 1966;
- Ступінь почесного доктора наук від Сент-Луїського університету — 1991;
- Почесно введено до Зали Слави національної авіації в Дейтоні, штат Огайо — 1999 та ін.